# Didem Kınalı
Didem Kınalı (Künstlername Didem; geb. am 6. Juni 1986 in Istanbul) ist eine Roma-stämmige türkische Bauchtänzerin, Sängerin und Model. Sie gehört zu den bekanntesten Bauchtänzerinnen des Landes. 

## Leben und Karriere
Didem Kınalı wurde im Istanbuler Stadtteil Gaziosmanpaşa geboren. Ihr aus dem ehemaligen Jugoslawien stammender Vater Zeki Kınalı ist Musiker, ihre aus Thessaloniki stammende Mutter Tülay von Beruf Bauchtänzerin. Sie hat eine ältere Schwester und einen jüngeren Bruder. Kınalı wuchs in ärmlichen Verhältnissen im Roma-Viertel Şişli-Kuştepe auf. Bis zur dritten Klasse besuchte Kınalı die Grundschule, ehe sie diese zwischenzeitlich pausierte, um zum Lebensunterhalt der Familie beizutragen.
Im Alter von etwa 14 Jahren begann Kınalı in Avcılar und in der Umgebung des Taksim-Platzes als Bauchtänzerin öffentlich aufzutreten. bei einem der Auftritte erregte sie 2005 das Interesse des türkischen Sängers und Fernsehproduzenten İbrahim Tatlıses, der sie einlud in seiner İbo Show aufzutreten. Ihr Tanz-Auftritt machte Kınalı, unter dem Publikumsnamen "Oryantal Didem" in der Türkei bekannt, es folgten nationale wie internationale Auftritte, darunter auch in Deutschland.
Kınalı tritt als Tänzerin seither regelmäßig in türkischen Unterhaltungssendungen auf, so folgten etwa viele weitere Auftritte bei İbrahim Tatlıses, und in der Beyaz Show des Showmasters Beyazıt Öztürk. Auf der Internet-Videoplattform YouTube verzeichnen Videos ihrer Auftritte mitunter Millionen Aufrufe.
2021 spielte Kınalı sich selbst in der türkischen Fernsehserie Menajerimi Ara. Seit 2022 tritt sie ebenfalls als Sängerin in Erscheinung.

## Diskografie

### Singles
- 2022: Sabırsız Nefsim
- 2022: Salla Gitsin
- 2023: Vay Be
- 2023: Üstadım
- 2024: Arsız
- 2024: Çiçek Gibiyim